# Самит Русије и САД 2005.
Самит Русије и САД 2005, такође познат као самит у Словачкој 2005. или самит Буш—Путин, био је састанак између председника Сједињених Америчких Држава Џорџа В. Буша и председника Руске Федерације Владимира Путина. Одржан је 24. фебруара 2005. у Братислави, Словачка. Ово је била прва прилика да је актуелни председник Сједињених Држава посетио Словачку од њене независности 1993. године. Претходни „самит Буш—Путин” одржан је у Словенији 16. јуна 2001.
Присуствовали су и Кондолиза Рајс (државни секретар САД) и Сергеј Лавров (руски министар спољних послова), као и прве даме обе земље, Лора Буш и Људмила Путина.

## Бушово европско путовање пре самита
Пре самита, Буш је отпутовао у Брисел и састао се са неколико европских лидера и савета Европске уније и НАТО-а, као што су Тони Блер, Силвио Берлускони, Жак Ширак и Хавијер Солана. Он се такође састао са Виктором Јушченко, председником Украјине, и одржао јавни говор усмерен према грађанима Европе у којем је изложио своју политику. Затим је отпутовао у Немачку и састао се са Герхардом Шредером. Припремајући се за самит, Кондолиза Рајс је провела недељу дана у посети званичницима у европским престоницама.

## Самит
Буш се састао са словачким председником Иваном Гашпаровичем и премијером Микулашом Дзуриндом. Буш је 24. фебруара такође одржао јавни говор на Хвијездославовом тргу у Братислави.
Теме разговора на самиту су делимично приватне, али су укључивале руску демократију (то је била главна тема на последњој конференцији за новинаре), ситуацију у Ирану, севернокорејске нуклеарне преговоре и друге међународне теме. Један од циљева самита био је унапређење односа између САД и Европе. Наиме, Словачка је савезник САД у рату у Ираку и дала је трупе Коалицији вољних.
У вези са самитом, у Братислави је одржана конференција „Нова потрага за демократијом”, коју је одржао Маршал фонд у сарадњи са словачким партнерима, на који су углавном учествовали бивши или савремени „борци” за демократију из источне Европе (укључујући Белорусију, Србију...) били су позвани.
Обе прве даме посетиле су чувену Примасову палату. Прва дама САД отворила је одељење Универзитетске библиотеке у Братислави (која се тада обнављала и модернизовала) која је била посвећена америчкој књижевности и студијама. Руска прва дама је дан касније отворила слично одељење за руску књижевност у истој библиотеци.
Између осталог, Буш је обећао да ће америчка администрација припремити "мапу пута" за Словачку (а вероватно и суседне централноевропске земље) у циљу укидања потребе за америчким улазним визама за грађане Словачке и тих земаља.

## Приближан програм
- 23 фебруар
  - 19.40 – Бушово слетање на аеродром Братислава
- 24 фебруар
  - око 9.00 – Буш, Председничка палата
  - 9.50  – Буш, Канцеларија Владе Републике Словачке
  - 11.45 – Бушов говор, Хвијездославов трг, испред Словачког народног позоришта
  - поподне – слетање Владимира Путина на аеродром Братислава
  - око 15.30 – Путин и Буш, Замак Братислава, конференција за штампу око 18.00
  - око 19.30 – Бушов полет са аеродрома Братислава
- 25 фебруар
  - око 9.30 – Путин, Славин меморијал, сусрет са словачким и руским ветеранима Другог светског рата
  - око 10.00 – Путин, Национални савет Републике Словачке
  - око 11.15 – Путин, Канцеларија Владе Републике Словачке
  - око 12.40 – Путин, Председничка палата
  - око 16.00 – Путиново полетање са аеродрома Братислава

## Безбедност
Безбедност је била врхунац бриге за све учеснике. Словачка војска и словачка влада су се обавезале на све своје ресурсе за безбедност сваког појединца. Међу ресурсима који су распоређени били су:
- 5.300 полицајаца
- 400 војника
- СА-300 – противваздушни ракетни систем у приправности
- хемијска лабораторија – у приправности у случају хемијског напада
- стални ваздушни надзор Миг-29 над Братиславом
- словачка влада припремила закон по којем министар одбране може да одобри обарање цивилног авиона[2]

### Уобичајени сигурносни кораци
- више безбедносних контрола на аеродрому Братислава
- ограничења саобраћаја; нема саобраћајнице за теретна возила изнад 3,5 тоне на граничном прелазу од среде до петка
- Братислава, иронично названа "Тврђава Братислава" у то време, састојала се од три безбедносне зоне (Замак Братислава, Хвијездославов трг, Председничка палата), свака зона је била подељена у три круга (жута – контролисани простор, зелена – више контролисан простор и црвена – ограничено простор)